# Bats (langue)
Pour les articles homonymes, voir Bats.
Le bats (aussi appelé batsi, batsbi, batsb, batsaw, tsova-tush) est la langue des Bats, une minorité caucasienne (3 000 locuteurs environ). Il fait partie de la famille des langues nakho-daghestaniennes des langues caucasiennes.
Le bats ne comprend qu’un seul dialecte. Il n’existe qu’en tant que langue parlée, car les Bats utilisent le géorgien comme langue écrite. Il n’y a pas d’inter-intelligibilité entre le bats et les deux autres langues de la famille nakh, le tchétchène et l’ingouche.

## Histoire
Jusqu’au milieu du XIXe siècle, les Bats vivaient en Touchetie, région montagneuse du nord-est de la Géorgie. Les gorges de la Tsova étaient peuplées par quatre communautés bats : les Sagirta, les Otelta, les Mozarta et les Indurta. Plus tard, ils s’installèrent dans la plaine de Kakhétie, dans le village de Zemo-Alvani, où ils vivent toujours.
Administrativement, ils dépendent du district géorgien d’Akhmeta. On trouve quelques familles bats à Tbilissi et dans d’autres grandes villes de Géorgie.

## Grammaire
Le bats possède huit classes nominales, le plus grand nombre parmi les langues caucasiennes. Il a aussi des flexions explicites pour l’agentivité du verbe ; il distingue par exemple entre as woʒe (« je suis tombé » – malgré moi) et so woʒe (« je suis tombé » – de ma propre faute).j

## Sources
- (en) Cet article est partiellement ou en totalité issu de l’article de Wikipédia en anglais intitulé « Bats language » (voir la liste des auteurs).